# Апанавичюс, Витаутас
Витаутас Апанавичюс (лит. Vytautas Apanavičius; род. 12 февраля 1973) — литовский футболист, бывший игрок сборной Литвы.

## Карьера

### Клубная
Карьеру начал 1990 году в «Экранасе», далее играл за «Каунас». В 1997 году перешёл в калининградскую «Балтику», за которую дебютировал 8 августа того же года в домашнем матче 22-го тура против владикавказской «Алании», выйдя на замену Орестасу Буйткусу. Всего за полгода провёл в чемпионате России 5 матчей. Далее играл за «Любек» и «Жальгирис». В 2000 году играл за латвийский клуб «Даугава» из Риги; проведя там полсезона, перешёл в «Невежис». Завершил карьеру в 2002 году в «Атлантасе».
В 2009 году был главным тренером клуба «Электренай», команда стала аутсайдером четвёртого дивизиона. В течение нескольких лет (~2009-2015) выступал за мини-футбольную команду «Вевио Жедас», игравшую в низших дивизионах.

### В сборной
С 1992 по 1995 год в составе национальной сборной Литвы провёл 19 матчей. Дебютный матч сыграл 11 июля 1992 года против сборной Эстонии. Всего принял участие в трёх отборочных матчах чемпионата мира, двух отборочных матчах чемпионата Европы, семи матчах Кубка Балтии и семи товарищеских играх.
В 1995 году провёл 5 матчей за сборную Литвы U21 в рамках отборочного турнира на юношеский чемпионат Европы.

### Мини-футбол
В 2015 году провёл три матча за мини-футбольный клуб «Вевио жедас» в высшем дивизионе Литвы по мини-футболу.